# باشگاه فوتبال سویوز-گازپروم ایژوسک
باشگاه فوتبال سویوز-گازپروم ایژوسک (روسی: ФК «СОЮЗ-Газпром» Ижевск) یک باشگاه فوتبال در شهر ایژوسک در کشور روسیه بود. این باشگاه در لیگ دسته دوم فوتبال روسیه بازی می‌کرد. این باشگاه در سال ۱۹۸۸ تأسیس شد و در سال ۲۰۱۰ منحل شد. ورزشگاه مرکزی محل برگزاری بازی‌های خانگی این باشگاه بود.

## تاریخچه نام تیم
- 1988-1993 گازویک ایژوسک
- 1994-2005 گازویک گازپروم ایژوسک
- 2006–2010 سویوز گازپروم ایژوسک